# Szilasliget
Szilasliget Kerepes legnagyobb önálló nevű településrésze, mely a város nyugati részén fekszik. Saját postai irányítószáma van (2145) és saját megállóhelye a Gödöllői HÉV vonalán. Lakosságának nagy része Budapesten dolgozik illetve tanul. Szilasligeten ered a Szilas-patak.

## Története
Szilasligetet Wéber Ede alapította 1910-ben Helvécia-telep néven. 1911-ben a Gödöllői HÉV továbbépítésével a vasút elérte a településrész határát, és Kerepes-Látóhegy néven vasúti megállóhely létesült, a mai Szilasliget megállóhely. Helvécia-telep nevét 1940-ben Szilasligetre változtatták.
Az ezredforduló idején növekedett meg jelentősen a lakossága, mivel több lakópark is épült a községrészen, sokan települtek ki ide Budapestről.

## Oktatási, nevelési intézmények

### Óvodák
- Meseliget Óvoda
- Csicsergő Óvoda

## Kulturális intézmények
- Szilasligeti Közösségi Ház

## Közlekedés

### Közúti közlekedés
Közúton Kistarcsa, Kerepes és Mogyoród felől közelíthető meg.

### Autóbuszjáratok
- Kerepesi helyi járat: Szilasliget, Kemping és Kerepes, HÉV állomás között

### HÉV
- H8-as gödöllői HÉV: Budapest, Örs vezér tere és Gödöllő között

### Éjszakai járat
- A BKV 992-es buszjárata

## Fontosabb közterületek
- Szilas-patak forrásvidéke Természetvédelmi Terület
- Szilasi rét
- József Attila park
- Ófalu
- Wéber Ede park
- Sólyomliget lakópark
- Széphegy